# Didier Moret
Didier Moret  (* 25. April 1975 in Riaz) ist ein schweizerischer Skibergsteiger.

## Biografie
Moret begann 1996 mit dem Skibergsteigen und nahm im gleichen Jahr mit der Teilnahme an der Trophée de Plain Névé in Muveran an seinem ersten Wettkampf teil. Seit 2003 gehört er dem Swiss Team an. Außer dem Skibergsteigen ist er aktiver Radsportler und Skilangläufer.

## Erfolge (Auswahl)
- 2003:
  - 1. Platz Swiss Cup Skialpinismus
  - 10. Platz Europameisterschaft Skibergsteigen Team mit Christian Pittex
- 2004:
  - 1. Platz Swiss Cup Skialpinismus
  - 3. Platz bei der Trophée de Muveran
- 2005:
  - 2. Platz Swiss Cup Skialpinismus
  - 3. Platz Europameisterschaft Skibergsteigen Team mit Christian Pittex
- 2006:
  - 2. beim Adamello Ski Raid (mit Pittex und Hug)
  - 2. Platz bei der Trophée des Gastlosen
  - 10. Platz bei der Weltmeisterschaft Skibergsteigen Team mit Pierre-Marie Taramarcaz
- 2008: 2. Platz Weltmeisterschaft Skibergsteigen Staffel (mit Pierre Bruchez, Martin Anthamatten, und Florent Troillet)

### Trofeo Mezzalama
- 2003: 6. Platz mit Christian Pittex und Florent Troillet
- 2005: 5. Platz mit Stéphane Gay und Yannick Ecoeur

### Patrouille des Glaciers
- 2004: 5. Platz mit Pius Schuwey und Emmanuel Vaudan
- 2006: 2. Platz mit Alexander Hug und Christian Pittex
- 2008: 1. Platz mit Florent Troillet und Alexander Hug